# Distretto di Gumine
Il distretto di Gumine, in inglese Gumine District, è un distretto della Papua Nuova Guinea appartenente alla Provincia di Chimbu. Ha una superficie di 708 km² e 31.000 abitanti (stima nel 2000)

## Geografia antropica

### Suddivisioni amministrative
Il distretto è suddiviso in tre Aree di Governo Locale:
- Bomai-Kumai Rural
- Gumine Rural
- Mount Digine Rural